# Казань (Верхошижемський район)
Каза́нь (рос. Казань) — присілок у складі Верхошижемського району Кіровської області, Росія. Входить до складу Верхошижемського міського поселення.
Населення становить 2 особи (2010, 3 у 2002).
Національний склад станом на 2002 рік — росіяни 67 %, марійці 33 %.